# 平間誠記
平間 誠記（ひらま せいき 1937年3月21日 - 1968年8月21日）は、元競輪選手。宮城県刈田郡蔵王町出身。日本競輪学校（当時。以下、競輪学校）第13期卒業。現役時は日本競輪選手会宮城支部所属。選手登録番号6789。
競輪学校91期生であった元競輪選手の平間一洋の大叔父にあたる。

## 戦績
宮城県立大河原高等学校を卒業後、アマチュア選手としてアジア大会などのスクラッチ（現在のスプリント）種目に出場し数々の優秀な成績を治める。この頃は早稲田大学商学部の聴講生であったが、大学の自転車部が平間を一般学生として登録し出場させていたため、部全体が長期の活動停止処分を受けてしまい、アマとしての活動が難しくなったため、プロである競輪への転向を決断している。
1959年3月に競輪学校へ入学し、6月27日に門司競輪場でデビューを果たすと、既にアマチュアでの実績があったことから際立つ強さを発揮するようになり、1962年にはオールスター競輪を優勝しトップクラスとしての確固たる地位を築き、やがて同期の高原永伍、年上の白鳥伸雄らと共に「3強」とまで評されるようになる。だがトップクラスとなってからも常に頂点を目指すため、レースではライバルと目した相手を攻める競走を続けており、特に高原永伍への対抗心は凄まじく、同じレースに同乗する場合は同期としての連携を拒み必ず別線で戦いを挑んでいた。
しかし勝負にかける性格の激しさからか、選手の間においてだけでなく私生活でもトラブルを引き起こし、やがて当時の公営競技につきものであった「黒い霧」の噂まで囁かれるようになり、1965年8月には日本自転車振興会から事情聴取を受けた後、無期限の自粛欠場処分を言い渡され、選手生命の危機に立たされた。しかし関係団体の調査において平間の不正行為を立証することはできず、1966年の年明けと共に自粛処分は4ヶ月ほどで解除された。
ここから平間の驚異的な快進撃が始まり、復帰レースとなった平でのレースを完全優勝し、直後の大宮記念も優勝したが、その時観戦した阿佐田哲也は迎え撃って特選で平間を退けた白鳥伸雄との激突をエッセイに残している。そして2月には秩父宮妃杯競輪を優勝して高らかに復活をアピールした。1967年には特別競輪（現在のGI）を3勝して自身初の年間賞金王となり、高原永伍やこの年に引退した白鳥伸雄を抑えて競輪界の頂点に上り詰めた。これにより競輪選手では初めて特別競輪の全冠制覇（グランドスラム）を達成することも期待されたが、1968年8月に残り一つとなっていた全国都道府県選抜競輪において準決勝で敗れ、全冠制覇達成は翌年以降に持ち越しかと思われた。
しかし、その直後の8月16日に世界選手権自転車競技大会へ向けての合宿中、平塚競輪場にて練習を行っていた時に落車して頭蓋骨を骨折し、重体のまま平塚市内の病院へ搬送された。当時の報道によると、隊列を組んで走行中、運悪く前の転倒に巻き込まれる形で乗り上げてしまい、さらにこの時ヘルメットではなく皮製の防護具を装着していたため、走路への頭部激突による衝撃が緩和されず深刻な致命傷を負った。病院に搬入された時点で既に自発呼吸が停止しており、そのまま8月21日に脳挫傷のため亡くなった。31歳没。
なお、この事故により、この年の世界選手権へのプロ選手参加は取りやめとなった。また平間が特別競輪で唯一勝利できなかった全国都道府県選抜競輪は、平間が事故直前に出場した年を最後に、翌年以降は開催されることなく廃止されてしまった。
平間誠記が受けた自粛欠場処分については現在も詳細が判明しておらず、その当時の関係者も平間について語ることが少ないため、現在の競輪における平間の存在は昭和40年代における競輪盛況期の「伝説」と化している。

## 主な獲得タイトルと記録
- 1962年 - オールスター競輪（川崎競輪場）
- 1966年 - 秩父宮妃賜杯競輪（西武園競輪場）
- 1967年 - 高松宮杯競輪（大津びわこ競輪場）・日本選手権競輪（後楽園競輪場）・競輪祭（小倉競輪場）
- 年間賞金王1回 - 1967年
- 年間最高連対率 - 9割1分1厘（1967年）
- 通算成績742走中469勝

## 競走スタイル
アマチュア時代からスプリントを得意としていたことから、捲り追い込み中心の自在選手として活躍しており、他のラインの自力選手に対し徹底的に体当たりを行うマーク技術や、最後の直線で爆発的とも言えるダッシュによる追い込みを見せていたが、メンバー次第では自ら先行することもあったという。
しかし他の選手から恐れられる実力がありながら、あっさり敗退してしまうこともある不安定さや、上述の「黒い霧」に関する噂が絶えなかったことから、当時の競輪ファンは平間に対し畏怖も込めて『悪魔の脚』というあだ名をつけていた。

## エピソード
- 1966年の西ドイツ・フランクフルト、翌1967年のオランダ・アムステルダムで開催された世界自転車選手権のプロ・スクラッチ（現在はスプリントという名称）種目において、平間は連続してベスト8入りを果たした。加えて、当時世界チャンピオンだったイタリアのジュゼッペ・ベゲットのペダリングスキルや、後に中野浩一が確立することになる「爪先立ちフォーム」を体得できたと考えていた平間は、世界選手権でのメダル獲得も十分狙えると思い、1968年のウルグアイ・モンテビデオ大会に照準を合わせて日々の練習を行っていた。しかし平間本人の事故により日本プロ選手団は派遣中止となってしまう。一方、杉原鏘一郎を監督とするアマチュアは選手団を派遣してタンデム・スプリントに出場しており、当時は共に大学生だった班目隆雄・井上三次のコンビが日本人として同大会初の銅メダルを獲得している。

- 弟子の河内剛や、阿部道、荒川秀之助といった当時の若手選手を練習につきあわせ、「競りの練習」という名の下、決まって最後は阿部らを田んぼの中へと突き落としたという、荒々しい練習をしていたことは有名な話。当時を振り返って阿部は「平間さんと練習するのが本当に嫌だった」とこぼしていた。しかし平間の死後、河内、阿部、荒川はいずれも日本選手権競輪を制覇し、宮城王国と呼ばれる強豪集団を形成していくことになる。